# Rhytidoponera turneri
Rhytidoponera turneri é uma espécie de formiga do gênero Rhytidoponera.